# Joanna Page
Joanna Louise Page (* 1977 in Treboeth, Swansea) ist eine britische Schauspielerin.

## Leben und Karriere
Joanna Page absolvierte ihre Schauspielausbildung 1998 an der Royal Academy of Dramatic Art. In Großbritannien ist sie am besten als Stacey in der BBC-Comedyserie Gavin & Stacey bekannt. In Deutschland ist sie durch ihre Darstellung der Judy, eines Lichtdoubles beim Pornofilmdreh, in der Erfolgskomödie Tatsächlich… Liebe (2003) bekannt. Sie arbeitet neben Film- und Fernsehproduktionen auch als Theaterschauspielerin unter anderem im Royal National Theatre.
Seit Dezember 2003 ist Page mit dem britischen Schauspielkollegen James Thornton verheiratet. Das Paar hat drei 2013, 2015 und 2016 geborene Kinder und lebt in Oxfordshire.

## Filmografie (Auswahl)

### Filme
- 1999: Miss Julie
- 1999: David Copperfield
- 2001: Very Annie Mary
- 2001: From Hell
- 2001: Die vergessene Welt (The Lost World)
- 2003: Tatsächlich… Liebe (Love Actually)
- 2006: Bye Bye Harry!
- 2020: Dream Horse

### Fernsehserien
- 2001: The Cazalets
- 2004: Making Waves
- 2004: Mine All Mine
- 2005: To the Ends of the Earth
- 2005: Gideon’s Daughter
- 2007–2010: Gavin & Stacey (22 Folgen)
- 2009: Mist: Sheepdog Tales
- 2010: Agatha Christie’s Marple (Staffel 5, Folge 3: Die blaue Geranie (The Blue Geranium))
- 2013: Doctor Who: Der Tag des Doktors
- 2019: Inspector Barnaby (Staffel 21, Folge 2: Puppenmorde)

## Nominierungen
- 2007: Nominierung als Best Female Comedy Newcomer für den British Comedy Award